# القاهر (الطويلة)

تعديل مصدري - تعديل

القاهر هي إحدى قرى عزلة الضلاع الاسفل بمديرية الطويلة التابعة لمحافظة المحويت، بلغ تعداد سكانها 211 نسمة حسب تعداد اليمن لعام 2004.